# Што више то боље 2
Што више то боље 2 (енгл. Cheaper by the Dozen 2) амерички је породично-хумористички филм из 2005. године редитеља Адама Шанкмана. Представља наставак филма Што више то боље из 2003. године и главне улоге између осталих играју Стив Мартин, Бони Хант, Хилари Даф, Пајпер Перабо, Алисон Стоунер и Том Велинг понављајући своје улоге као чланови породице Бејкер са 12. деце. Такође игра Јуџин Ливи као патријарих ривалске породице са осморо деце. Кармен Електра тумачи његову супругу.

## Радња
Две године након што је Том Бејкер поднео оставку на место главног тренера, његова породица почиње да пролази кроз многе промене, почевши од Лорејнине матуре и стажирања у часопису Allure у Њујорку. Нора је сада удата за Бада Макналтија и трудна је са првим дететом; Бад и Нора намеравају да се преселе у Хјустон због Бадовог новог посла.
Осећајући да се породица распада како деца расту и одлазе, Том их убеђује да заједно оду на последњи породични одмор на језеро Винетка, измишљено језеро у Висконсину. Породица открива да је њихова стара кабина тренутно у власништву човека по имену Мајк Романов. Томов стари ривал, Џими Мерто, његова нова супруга Сарина и њихово осморо деце Калвин, Ен, Данијел, Беки, Елиот, Лиса, Робин и Кени такође остају на језеру током лета; Џими је такође пријатељ и комшија са Мајком Романовим. Џими се стално хвали Тому својим богатством и успехом, као и достигнућима своје деце, често сугеришући Тому да су његови мање успешни због стила родитељства. Упали су у многе инциденте, од којих је неколико случајних: Марк и Кени упали су на тениски терен с колицима за голф, Сара је ухваћена у крађи у продавнице поклона, а Марк случајно отпушта ранац са ватрометом, изазивајући широку панику, посебно када га баца у чамац, пали мотор и изазива експлозију.
Џими поново покреће тему да Том мора бити строжији према својој деци. Том је љут због тога, па он и Џими одлучују да реше ствар на годишњем породичном купу за празник рада. Том данима тренира децу, не схватајући да су тужни. Сара и Елиот одлазе у биоскоп да заједно погледају филм Ледено доба, али их очеви шпијунирају, што на крају доводи до свађе и понижавања њихове деце. По повратку у кабину Бејкерових, Сара је бесна и одбија да се такмичи за Тома на купу. И друга деца су љута на њега, не само због шпијунирања Саре, већ и због тога што је уништио цело путовање због његове конкурентности са Мертовима, а Кејт жали што су његови и Џимијеви сукобљени стилови родитељства још више раздвојили две породице.
Следећег јутра, Том одлази на куп како би се такмичио са Кајлом и Најџелом, једином двојицом који су још увек спремни да оду. Међутим, након што су открили стару заставу „тима Бејкерових”, Кејт и остатак деце се појављују, опраштајући Тому и спремни да се поново такмиче. Након догађаја, међутим, Бејкерови и Мертоови су прво изједначени; најављује се преломна кану трка у којој се мора такмичити сваки члан породице. Током трке кануа, Нора се порађа; Мертоови желе помоћи, али Џими, осећајући прилику да заувек порази Тома, одбија то учинити. Деца Мертоових искачу из кануа како би помогли Бејкеровима. Док се расправљао са Сарином, Џими открива да је био љубоморан што је Том био популаран док су били млађи. На крају, Сарина га убеди да помогне и две породице заједно раде на томе да Нору одведу у болницу. Бад, Лорејн и Кејт одлазе са Нором у порођајну собу, док Том, Џими, Сарина и остатак деце остају у чекаоници. Док разговара са Џимијем, Том схвата да мора пустити своју децу да расту, али где год да оду, увек ће бити са њим, а он ће увек бити са њима. Нора тада рађа дечака којем су она и Бад дали име по његовом деди, који им је показао да „не постоји начин да будеш савршен родитељ, већ милион начина да будеш заиста добар”. Бад објављује да су он и Нора купили кабину коју су Бејкерови изнајмљивали. Нора, Бад и беба Том одлазе у Хјустон неколико дана касније.

## Улоге

### Бејкерови
- Стив Мартин као Том Бејкер
- Бони Хант као Кејт Бејкер
- Пајпер Перабо као Нора Бејкер
- Том Велинг као Чарли Бејкер
- Хилари Даф као Лорејн Бејкер
- Кевин Шмит као Хенри Бејкер
- Алисон Стоунер као Сара Бејкер
- Џејкоб Смит као Џејк Бејкер
- Форест Ландис као Марк Бејкер
- Лилијана Мами као Џесика Бејкер, Томова и Кејтина ћерка
- Морган Јорк као Ким Бејкер
- Блејк Вудраф као Мајк Бејкер
- Брент Кинсман као Кајл Бејкер
- Шејн Кинсман као Најџел Бејкер

### Мертоови
- Јуџин Ливи као Џими Мерто
- Кармен Електра као Сарина Мерто
- Шон Робертс као Калвин Мерто
- Џејми Кинг као Ен Мерто
- Роби Амел као Данијел Мерто
- Мелани Тонело као Беки Мерто
- Тејлор Лотнер као Елиот Мерто
- Кортни Фицпатрик као Лиса Мерто
- Медисон Фицпатрик као Робин Мерто
- Александер Конти као Кенет „Кени” Мерто

### Други
- Џонатан Бенет као Бад Макналти, Норин супруг и Томов и Кејтин зет.
- Питер Келеган као Мајк Романов, Џимијев комшија и пријатељ који је власник старе колибе на језеру Винетка коју породица Бејкер изнајмљује.